# ジョン・アーミステッド・ウェルボーン
ジョン・アーミステッド・ウェルボーン（John Armistead Welbourn、1875年 - 1960年）は、明治時代に米国聖公会から日本に派遣されたアメリカ人宣教師、教育者。東京聖テモテ教会牧師、同志会監督者、立教大学教授。

## 人物・経歴
米国聖公会の宣教師に任命され、1899年（明治32年）に来日する。
東京・築地の聖路加病院で、ヘンリー・セントジョージ・タッカー（立教学院総理）らと伝道活動を行う。
米国聖公会の日本ミッションは、東京において立教学院のほかにも教育活動の支援を行ったが、東京帝国大学の近隣にもキリスト教主義に基づくハウス（寄宿舎）の設置を計画した。このハウスの監督者として、立教大学出身で日本聖公会執事の阪井徳太郎が任命された。米国聖公会のジョン・マキムが構想したハウス設置計画を託された阪井は、1902年（明治35年）10月に本郷区（現・文京区）根津西須賀町に学生寮「同志会」を組織し、学生らとともにこの寮に起居した。
その後、同志会は阪井徳太郎と金子堅太郎が不在の間、ウェルボーンが活動を引き継ぐこととなる。同志会には一室に設けられた小さなチャペルしかなかったため、礼拝はウェルボーンの個人宅で行われるようになり、礼拝活動は聖テモテ・ミッションと称するようになった。ウェルボーンは新たな学生教会の建設のために多額の寄付金を求め、1903年（明治36年）に、東京・本郷に東京聖テモテ教会を設立する。教会は東京帝国大学に隣接し、同志会とも程近くに位置した。
1905年（明治38年）には、ウェルボーンは米国聖公会に『東京帝国大学での学生生活とそれをより良くするために米国聖公会が行っていること』と題した内容を報告している。また同年、ウェルボーンは、同志会は男性18名用の宿泊施設を持ち、住居者はクリスチャンだけに限定されないと米国聖公会へ報告した。日曜日には、東京本郷で当時として唯一の礼拝所であるチャペルで礼拝が行われた。また当時、京都においても同志会と同様のキリスト教主義の学生寮（ホステル）が開設されていた。
1907年（明治40年）にはタッカーの尽力により、築地に再び立教大学が開設されると、ウェルボーンはタッカーやR・A・ウォークらと外国人による英語教授に就任した。1909年（明治42年）の外国人英語教授としては、ウェルボーンのほか、ミス・シェレシェウスキー、ハーバート・ロイド（立教大学野球部再興の父）、ジョージ・ウォーレン、J・I・ブライアンらが、日本人の英語教授としては、岡倉由三郎、根岸由太郎、久保田富次郎、須藤吉之祐、清田龍之助、馬屋原三喜男という陣容であった。
同1907年（明治40年）には、ウェルボーンは新佃島の聖マッテヤ伝道学校（聖マツテヤ伝道学校）でも教授する。
1909年（明治42年）には、東京聖テモテ教会の聖堂（旧聖堂）が建立される。聖堂の設計はジェームズ・ガーディナー（立教大学初代校長）が手掛け、旧富岡製糸場と同様の木骨煉瓦造りで、構造的な強固さに加え装飾的な美しさを併せ持つ建物であった。1910年（明治43年）に発表された森鴎外の小説「青年」とには「出来たばかりの会堂」という記述で、この聖堂が登場した。
1920年（大正9年）3月には、ウェルボーンは米国聖公会に『同志会と聖テモテ教会』と題した内容を報告する。同年9月には、ウェルボーンは1918年（大正7年）に東京築地から池袋へ移転した立教大学の礼拝堂の聖別を行う。
1926年（大正15年）には、ウェルボーンと日本聖公会の伝道師の安島八郎は、京都・下鴨に教会を作るように命じられ、下鴨基督教会を設立する。1927年（昭和2年）に、ウェルボーンは日本ミッションを退任する。
翌1928年（昭和3年）4月には、京都では下鴨幼稚園も開設され、1931年（昭和6年）には京都府から正式に幼稚園としての認可を受けた。